# Светлая личность (повесть)
«Светлая личность» — сатирическая повесть Ильфа и  Петрова, написанная в 1928 году. 
В основе сюжета — история служащего Филюрина, ставшего человеком-невидимкой. Впервые опубликована в журнале «Огонёк» (1928, № 28—39). 
В 1989 году по мотивам произведения снят одноимённый художественный фильм.

## Сюжет
Действие повести происходит в Пищеславе (бывш. Кукуев) — небольшом городке, где есть две основные достопримечательности: конная статуя учёного Тимирязева и неработающий клуб со множеством архитектурных украшений (колонн) и почти полным отсутствием полезной площади. В один из дней сотрудник отдела благоустройства местной коммунальной службы Егор Карлович Филюрин находит на улице металлическую коробку, в которой лежит кусок мыла, изготовленного городским изобретателем Бабским для отбеливания веснушек. Филюрин отправляется с «веснулином» в общественную баню. После помывки герой обнаруживает, что его тело исчезло. Егор Карлович может передвигаться, читать, писать, говорить, однако никто из окружающих его не видит.
Известие о том, что в Пищеславе живёт человек-невидимка, способный незаметно появляться в конторах, наблюдать за работой лавочников и кассиров, собирать информацию о тайных связях, заставляет пищеславцев изменить своё поведение. Город избавляется от пьянства, кумовства, сквернословия; непосредственный начальник Филюрина в учреждении «Пищ-Ка-Ха» (Пищеславское коммунальное хозяйство) — Каин Александрович — увольняется с работы; пустой клуб перестраивается. Отношение к Егору Карловичу варьируется в диапазоне от поклонения (энтузиасты предлагают поставить ему памятник) до ненависти: обиженные пищеславцы, лишённые возможности заниматься мошенническими делами, распускают слухи о его незаконном сожительстве с квартирной хозяйкой мадам Безлюдной и подают на невидимку в суд.
Во время судебного заседания действие мыла «веснулин» неожиданно заканчивается, и перед горожанами предстаёт голый и небритый Филюрин. В эпилоге сообщается, что после потрясений жизнь Пищеслава постепенно входит в привычную колею, за исключением того, что город отвык от мошенников и не хотел снова к ним привыкать. Для Егора Карловича единственным последствием истории с мылом становится исчезновение веснушек.

## История создания. Публикация
В записных книжках Ильфа, начатых в 1927 году, сохранились короткие заметки и наброски, свидетельствующие о рождении сюжетных линий, связанных с Пищеславом: «Это был город такой, и в нём стояла статуя профессора Тимирязева», «Воленс-неволенс, а я вас уволенс»; там же обнаружились варианты необычных имён и фамилий («Кассий Взаимопомощев», «Помпейчук», «Помпейцев»), а также заготовки для эпизода о «воинственном сне», который герой видел накануне суда: «Снится Троя и на воротах надпись „Приама нет“».
В 1928 году, прочитав первые части печатавшихся с продолжением «Двенадцати стульев», Михаил Кольцов предложил соавторам сочинить сатирическое произведение для возглавляемого им журнала «Огонёк». Как вспоминал позже Евгений Петров, «Светлая личность» была написана в предельно сжатые сроки — всего за шесть дней. Литературовед Лидия Яновская объясняла подобную стремительность «молодым задором» соавторов, а также «избытком сатирико-юмористических наблюдений», не вместившихся в их первый роман . В июне «Огонёк» сообщил читателям о появлении в ближайших номерах весёлой истории от Ильфа и Петрова, в июле началась публикация, продолжавшаяся до 16 сентября. Для работы над иллюстрациями были привлечены художники Борис Ефимов, Александр Дейнека, Михаил Черемных, Константин Елисеев и другие.
Несмотря на комичный сюжет и популярность заявленной темы (в произведении присутствует пародийная отсылка к «Человеку-невидимке» Герберта Уэллса, который в 1920-х годах, после визита в Москву, был хорошо известен в СССР), «Светлая личность» не стала большим событием в литературной жизни того времени — по утверждению литературоведа Бориса Галанова, повесть «оказалась бледнее их первого романа». После огоньковской публикации она не переиздавалась вплоть до 1961 года.

## Персонажи
Ироничный подход к образу Филюрина заложен уже в названии: сделав своего героя невидимкой, писатели нарекли его «светлой личностью». В то же время в журнальной публикации, рассказывая читателям о событиях, происходивших в предыдущих главах, соавторы характеризовали главного героя как «серенького канцеляриста». Филюрин — обладатель «благонадёжной, ручейковой» фамилии, который до определённого момента не попадал в нелепые истории. Это заурядный человек непримечательной внешности, общественная активность которого ограничивалась ежедневным опусканием в уличный ящик, предназначенный для жалоб, записок с отзывами о качестве папирос «Дефект». Сравнивая Егора Карловича с «эпическим персонажем» Остапом Бендером, Лидия Яновская отмечала, что если в «Двенадцати стульях» Ильф и Петров создали портрет «весёлого босяка», то в «Светлой личности» объектом их внимания стал «маленький обыватель».
Что такое Филюрин как герой «Светлой личности», как пружина, приводящая в движение механизм целой повести? В сатирическом образе Остапа всё, в конечном счете, вяжется в единый узел. Трусоватый и жадный Филюрин комичен в фантастической роли человека, который, сделавшись невидимым, стал многое видеть. Но как личность — неприметен, призрачен. Тут писателям важен был приём, а не характер.
Другой персонаж — изобретатель Бабский, одержимый идеей усовершенствования мира, — является своеобразным литературным «родственником» Виктора Полесова из первого романа соавторов. Энтузиазм Бабского не знает границ: он «открывает» вакцину для огнеупорных сапог, создаёт вечный двигатель из часов-ходиков и самовара, строит деревянный велосипед-бицикл, варит мыло от веснушек, которое, изменив свойства под влиянием брожения, лишает видимости тело регистратора Филюрина. Изобретателей роднит природная пылкость и воодушевление при мысли о всевозможных преобразованиях, но, по словам Бориса Галанова, неутомимый Бабский более безобидный персонаж, чем кипучий слесарь-интеллигент из «Двенадцати стульев».
К числу оппонентов Егора Карловича относится Пётр Каллистратович Иванопольский — бывший управделами ПУМа, мошенник-рецидивист, живущий по принципу: «Я могу пришить любому юридическому лицу любое юридическое дело». Выйдя из дома принудительных работ, он узнаёт, что в Пищеславе появился новый кумир, лишивший его возможности продолжать прежнюю жизнь, и решает с помощью махинаций посадить человека-невидимку на скамью подсудимых. В этом персонаже явственно проступают черты подпольного миллионера Александра Ивановича Корейко. 
Любовь к инструкциям и формализму сближает также двух героев-бюрократов: начальника пищеславского коммунального управления Каина Александровича и его литературного «брата» из «Золотого телёнка» — руководителя учреждения «Геркулес» Полыхаева.

## Образ города
Тема коммунального мира с его мещанством, склоками и невежеством, как замечал литературовед Яков Лурье, была весьма актуальной для советской литературы 1920-х годов. У Ильфа и Петрова она разрабатывалась в двух романах — при описании уездного города N, Старгорода и многолюдной квартиры «Воронья слободка». В «Светлой личности» образ нелепого города стал центральным. Служащий Филюрин до поры до времени ощущал себя естественной частью обывательской среды; утрата тела заставила героя внимательнее присмотреться к Пищеславу.
Предметом гордости горожан является монумент с изображением скачущего во весь опор Тимирязева, отлитый местным скульптором Шацем для того, чтобы «добиться превосходства» над Москвой. Узнав о том, что в столице есть «пеший памятник» знаменитому биологу, пищеславцы решили увековечить его на коне; после замечаний приёмной комиссии скульптор вынужден был заменить саблю в руках учёного на «чугунную свёклу». Сцены, рассказывающие о создании огромного изваяния, являются, по словам Бориса Галанова, «меткой карикатурой на гигантоманию». Столь же величественно выглядит и центральный клуб, сопоставимый по размерам с Большим театром. Однако внушительный вид и красота «всех четырёх фасадов» не смогли заставить пищеславцев посещать свой очаг культуры: «в густом колонном лесу не нашлось места ни для залов, ни для читален».
Изначально Пищеслав именовался Кукуевом. Смена названия произошла после того, как деятельный мастер-самоучка Бабский изобрёл устройство для автоматической лепки пельменей. Созданная им машинка изготавливала три миллиона мучных изделий в час; при желании производительность можно было увеличить почти вдвое. Горожане с воодушевлением встретили новшество, однако через два дня, после выпуска ста сорока четырёх миллионов пельменей, все запасы муки и мяса закончились. Тем не менее город, мечтавший стать центром пельменной промышленности, был переименован в Пищеслав.
Приглядевшись ближе к особенностям города Пищеслава, можно было уловить знакомые черты… Пусть ни одну из этих черт нигде нельзя было бы встретить в столь полном виде и в столь крайнем выражении, как в фантастическом Пищеславе, он всё-таки… чем-то похож на многие маленькие города эпохи нэпа.

## Художественные особенности
Если в «Двенадцати стульях» основными выразительными средствами, используемыми соавторами, были пародия, ирония и гипербола, то в «Светлой личности» к художественным приёмам добавился фантастический гротеск, элементы которого обнаруживаются в образах Филюрина, Бабского и самого города. Ильф и Петров насытили текст многочисленными каламбурами и забавными именами, фамилиями и названиями: в повести фигурируют братья Каин Александрович, Авель Александрович и квартирная хозяйка мадам Безлюдная; упоминается патефон фирмы «Пишущий Амур»; работают газеты «Пищеславский пахарь» и «Рупор благоустройства»; город украшен вывесками торговых домов «Карп и сын», «Тригер и Брак», «Дарданеллы». В ткань произведения включены также авторские размышления на темы, далёкие от основного сюжета, — так, в ироничном этюде, открывающем «Светлую личность», речь идёт о роли фамилий в жизни человека.
Литературоведы считают, что сюжетная линия, описывающая панические настроения пищеславцев, которые по-настоящему напуганы незримым присутствием  человека-невидимки, перекликается с мотивами гоголевской комедии: «Как в „Ревизоре“, „проклятое инкогнито“ бродит неизвестно где, заставляя трястись от страха местных жуликов». «Страх перед разоблачением» — это не просто массовое чувство, заставляющее персонажей беспрестанно оглядываться по сторонам и контролировать свои слова и поступки, но и самостоятельный герой повести.
Исследователи творчества Ильфа и Петрова не сошлись во мнениях относительно художественных достоинств «Светлой личности». Если Лидия Яновская писала, что общая интонация повести, насыщенной лёгким юмором и комическими ситуациями, была в контексте своего времени «светлой и свежей», то Борис Галанов отметил, что почти полное отсутствие в произведении жизненных реалий, узнаваемых подробностей советского быта ослабило действие сатиры, — это проявилось в заключительной части:
По-видимому, писатели и сами чувствовали слабость положительного, «врачующего» начала. Во всяком случае, так охотно и с озорством начав свою повесть, они к концу словно бы поостыли и поторопились её свернуть. Чем ближе к развязке, тем больше мельчится повествование, становясь беглым, торопливым, а финал повести… был и вовсе смят, скомкан.